# Sínfisis
Sínfisis es, en anatomía, el nombre que recibe un tipo de anfiartrosis o articulación cartilaginosa, en la que se presenta un disco fibrocartílago interpuesto entre las superficies articulares. Los movimientos son limitados y poseen poca amplitud al actuar individualmente. Cuando muchas sínfisis actúan en conjunto proveen de absorción de fuerzas de choque, flexibilidad y fuerza.
El ejemplo más significativo de este tipo de uniones es la sínfisis púbica (entre los huesos púbicos), si bien hay otros ejemplos en la anatomía humana o animal.